# Окровавленное копьё на горе Фудзи
«Окровавленное копьё на горе Фудзи» (яп. 血槍富士: тияри фудзи; другое русское название — «Кровавая пика Фудзи», англ. Bloody Spear on Mount Fuji) — японский чёрно-белый фильм в жанре дзидайгэки, траги-драмы с лёгкими комедийными интонациями, поставленный режиссёром Тому Утидой, и вышедший на экраны в 1955 году. Это первый фильм Утиды после многих лет отсутствия в японском кино. Римейк фильма 1927 года, который должен был ставить Хироси Симидзу. Сам Симидзу, а также Одзу, Мидзоути и Дайскэ Ито помогали Утиде в работе. Критики отмечают, что в этой постановке чувствуется влияние пионера самурайских фильмов Ито, а также сценариста и режиссера Мансаку Итами частично в детальной прорисовке персонажей, частично в мастерски созданном, постепенно нарастающем саспенсе. Так же, как Итами, Утида фокусирует внимание не на самых, казалось бы, эффектных персонажах, тут драма сосредоточена на слугах, в то время как их хозяин глупец и пьяница. У Утиды получилось спокойное и внятное самурайское роуд-муви с поразительно мрачным финалом. В роли копьеносца Гонпати выступил популярный актёр фильмов жанра дзидайгэки Тиэдзо Катаока. В киноленте также приняли участие его дети: сыновья Эйдзиро Катаока (в роли самурая Кодзюро Сакавы), Мотохару Уэки (в роли сорванца Дзиро) и дочь Тиэ Уэки (в роли маленькой танцовщицы Окин).

## Сюжет
Молодой самурай Кодзюро Сакава находится на пути в Эдо со своими двумя слугами Гэнтой и Гэнпати. У Кодзюру мягкий и добрый характер, но у него есть проблема с алкоголем и имя его на кандзи читается как «запах алкоголя». Мать самурая, отправляя его в путь, специально приставила к нему уже немолодого и мудрого оруженосца Гэнпати, чтобы он следил за хозяином и не давал ему пить, чтобы избежать неприятностей в дороге. В дороге они встречают много разных людей: странствующую танцовщицу Осуми с дочкой; отца, который желает выкупить дочь из публичного дома (проданную туда им же 5 лет назад); старика, который везёт свою дочь по имени Отанэ, чтобы продать в тот же бордель; странника, оказавшегося вором; и полицейского, который охотится за этим вором. За копьеносцем Гэнпати по пути увязался беспризорный мальчишка-сирота по имени Дзиро, мечтающий тоже стать копьеносцем. Кодзюро и Гэнпати при случайных обстоятельствах поймали вора и сдали его полиции. Совестливому молодому самураю было противно, когда власти восхваляли его, а не его слугу Гэнпати, который, хоть и невольно, но отличился при захвате преступника. Кодзюро был также расстроен от того, что у него нет денег, чтобы выкупить дочь старика и спасти её таким образом от продажи. Но девушку всё же спасёт Тодзабуро, используя деньги, которые он скопил, чтобы выкупить свою собственную дочь, но решил отдать их для Отанэ, узнав, что его дочь умерла. У насмотревшегося на всё негативное, что им встретилось в пути, подавленного Кодзюро возникло желание напиться, и пока его соглядатай Гэнпати отсутствовал, отдыхая на берегу реки, он, прихватив с собой Гэнту, идёт в близлежащую таверну. В этой таверне группа из пяти подвыпивших самураев набрасывается на Кодзюро, обвинив его в том, что он пьёт в обществе слуги. Самураи убивают как слугу, так и хозяина. Гэнпати прибывает слишком поздно, но в яростном поединке убивает всех самураев копьём. Власти не обвиняют Гэнпати в совершении преступления, справедливый даймё, поразмыслив над этим происшествием распорядился отпустить его, поэтому он отправляется домой с прахом Кодзюро и Гэнты. Когда Дзиро пытается следовать за ним, Гэнпати отгоняет мальчишку, говоря ему, чтоб даже и не думал становиться самураем или копьеносцем.

## В ролях
...Работая над «Кровавой пикой Фудзи», Тому Утида встал перед необходимостью решения своей дальнейшей судьбы. От этого фильма зависит всё. Если он будет иметь большой успех, то Утида сможет возвратиться в лоно японского кино и продолжать работу в нём режиссёром, если же фильм окажется неудачным или же не будет иметь особого успеха, то ему придётся исчезнуть как ветерану, человеку прошлого, который когда-то поставил известные фильмы — «Дерзкий мститель», «Земля», но теперь обречён на забвение...
Японские кинокомпании не спешили дать выздоровевшему Тому Утида возможность вернуться в кино. Больше всего они опасались, что после долгой жизни в Китае Утида вернулся с «промытыми мозгами». К этому времени кинокомпании, потратив много времени и труда на «чистку красных», изгнали со студий левые элементы и им не улыбалась перспектива принять к себе вернувшегося из Китая коммуниста и возиться с ним...
Успех кинофильма «Кровавая пика Фудзи»  немедленно повысил акции Утида. Кинокомпании, которые до сих пор предпочитали держаться на почтительном расстоянии от него, наперебой стали атаковать его предложениями.
- Тиэдзо Катаока — Гонпати, копьеносец
- Эйдзиро Катаока (в титрах — Тэруо Симада) — самурай Кодзюро Сакава, хозяин Гонпати
- Дайскэ Като — Гэнта, слуга Кодзюро Сакавы
- Мотохару Уэки — Дзиро, бездомный мальчик-сирота
- Тидзуру Китагава — Осуми, странствующая танцовщица
- Тиэ Уэки — Окин, дочь Осуми
- Умпэй Ёкояма — Сигэсаку
- Юрико Тасиро — Отанэ
- Рюноскэ Цукигата — Тодзабуро
- Кунио Кага — посетитель-торговец в идзакая (питейном заведении)
- Тораноскэ Огава — слепой массажист
- Эйтаро Синдо — странник (вор)
- Масахару Накано — служащий на переправе
- Кёдзи Суги — феодал на пикнике
- Ацуси Ватанабэ — феодал на пикнике
- Сабуро Боя — феодал на пикнике
- Ёсио Ёсида — Кюбэ, хозяин борделя
- Осаму Коганэй — Дзэнимура

## Премьеры
- — 27 февраля 1955 года состоялась национальная премьера фильма в Токио[3]
- — впервые показан российскому зрителю 24 сентября 2012 года в рамках ретроспективы фильмов Тому Утиды в Москве[4].

## Награды и номинации
Кинопремия «Голубая лента»
- 6-я церемония награждения (за 1955 год)[5]

- премия за лучшую мужскую роль второго плана — Дайскэ Като (ex aequo: «Здесь есть источник»).

Кинопремия «Кинэма Дзюмпо»
- Номинация на премию за лучший фильм 1955 года, однако по результатам голосования кинолента заняла лишь 8 место.

## Комментарии
1. ↑  Русское название «Кровавая пика Фудзи» распространено в советском киноведении, в том числе в «Кинословаре» 1986 года издания (стр. 439, 579), в русском переводе книги Тадао Сато «Кино Японии» (стр. 42, 208), под названием «Окровавленное копьё на горе Фудзи» фильм распространён в русском переводе (субтитры) на торрент-трекерах и сайтах онлайн-просмотров в сети.